# St. Nikolaus (Schalkhausen)
St. Nikolaus ist eine nach dem Bischof Nikolaus von Myra benannte evangelisch-lutherische Kirche in Schalkhausen (Dekanat Ansbach).

## Kirchengemeinde
Das Patronat übte ursprünglich der Propst des Gumbertusstiftes aus. Zur Pfarrei gehörte bis 1598 die Filiale St. Laurentius (Elpersdorf bei Ansbach). In welchem Verhältnis St. Nikolaus und St. Georg (Neunkirchen bei Leutershausen) standen, ist umstritten. In der älteren Forschungsgeschichte ist oftmals vermutet worden, dass Schalkhausen bis 1435 eine Filiale von Elpersdorf gewesen ist. Der Ortsname Neunkirchen (= „neue Kirche“) macht aber bereits deutlich, dass die Kirche eine Filiale einer anderen Kirche gewesen sein muss. Nach M. Jehle soll dies Schalkhausen gewesen sein. Im Jahr 1264 wäre der Pfarrsitz von Schalkhausen nach Elpersdorf aus sachlichen Gründen verlegt worden, weil die Nikolauskirche zu klein und die Versorgung des Pfarrers mit Wohnung und Einkommen unzureichend war. Unstrittig ist, dass es 1435 zu einer Trennung von Schalkhausen und Neunkirchen kam.
Seit 1528 wurden in Schalkhausen Predigtgottesdienste nach evangelischem Verständnis abgehalten. Die Kirchenhoheit nach der Reformation hatte das Fürstentum Ansbach inne, die Kirchengemeinde wurde dem neu geschaffenen Dekanat Leutershausen zugeteilt. Während und nach dem Dreißigjährigen Krieg wurden die Pfarreien Elpersdorf (1632–1671), Neunkirchen (1658–1671) mit Schalkhausen vereinigt.
Seit 1810 gehört St. Nikolaus zum Dekanat Ansbach. Zur Pfarrei St. Nikolaus gehören die Orte Dornberg, Geisengrund, Neudorf, Neudorfermühle, Neuses, Scheermühle, Steinersdorf und Walkmühle. Anfang der 1990er Jahre hatte sie 1200 Gemeindemitglieder.

## Kirchengebäude
Der 1839 neu errichtete Saalbau mit Satteldach hat an der Süd- und Nordseite drei Achsen mit Dreipass-Spitzbogenfenstern. Ein Dreipass-Spitzbogenportal befindet sich an der Südseite unter dem mittleren Fenster. An dem Saalbau schließt sich das aus dem 14. Jahrhundert stammende Vorchorjoch und der Fünfachtelschluss mit Walmdach an. Das Vorchorjoch hat zwei Achsen etwas kleinerer Dreipass-Spitzbogenfenster, sowie der Fünfachtelschluss an drei Seiten kleinere Dreipass-Spitzbogenfenster. Seit 1432 schließt sich im Norden eine Sakristei mit Walmdach an.
Der einschiffige Saal schließt mit einer Spitztonne ab. An der Ostseite ist er durch eine Spitzbogenarkade mit dem Chor verbunden. Der Chor weist durch scharf profilierte Grate ein leicht sternförmig gestaltetes Gewölbe auf. In diesem steht eine spätgotische Steinmensa mit einem wertvollen Flügelaltar mit Gesprenge und Predella des Jahres 1520. Im Schrein befinden sich Skulpturen des heiligen Nikolaus, der Maria und der Ottilie, die von kleineren Skulpturen flankiert sind. Ursprünglich gab es in der Kirche noch zwei weitere Altäre: einen Altar, der Maria, Johannes Evangelista und St. Ottilie geweiht war (1352 errichtet) und den Altar für die Heiligen Leonhard, Sixtus, Sebastian und Wenzel (1432 errichtet).
Im Westen schließt der dreigeschossige aus Sandsteinquadern errichtete Kirchturm mit quadratischem Grundriss an. Die zwei unteren fensterlosen Stockwerke stammen aus dem 12./13. Jahrhundert. Das Glockengeschoss mit oktogonalem Grundriss und oktogonalem Pyramidendach ist jüngeren Datums. Zur Nord-, Süd-, West- und Ostseite hat es dreipassförmig geschlossen spitzbogige Schallöffnungen, zu den übrigen vier Seiten sind Ziffernblätter angebracht.
1969 wurde eine Innenrenovierung durchgeführt.